# Laqueuille
Laqueuille település Franciaországban, Puy-de-Dôme megyében. Lakosainak száma 351 fő (2022. január 1.). Laqueuille Briffons, Murat-le-Quaire, Perpezat, Saint-Julien-Puy-Lavèze és Saint-Sauves-d’Auvergne községekkel határos.

## Népesség
A település népességének változása:
| Lakosok száma | 348  | 360  | 370  | 369  | 369  | 370  | 364  | 357  | 351  |
|               | 2013 | 2015 | 2016 | 2017 | 2018 | 2019 | 2020 | 2021 | 2022 |